# Slano
Slano – wieś w Chorwacji, w żupanii dubrownicko-neretwiańskiej, siedziba gminy Dubrovačko primorje. W 2011 roku zamieszkiwało ją 579 mieszkańców, w 2021 roku było ich 577.

## Charakterystyka
Jest położona na terenie Dalmacji, 34 km na północny zachód od Dubrownika.
Miejscowa gospodarka oparta jest na rolnictwie (uprawa warzyw, winorośli i tytoniu), rybołówstwie i turystyce.

## Historia
Tereny te były zamieszkane już w czasach prehistorycznych. W starożytności Slano było rzymskim portem. Świadczą o tym znaleziska sarkofagu z V w. oraz chrzcielnicy przed dzisiejszym kościołem franciszkanów. 
W średniowieczu Slano było znaczącym ośrodkiem chrześcijańskim i podlegało diecezji Ston. 
W XV wieku Dubrownik założył klasztor franciszkanów z kościołem św. Hieronima, który ukończono w 1420 r. (w XVI w. na jego miejscu zbudowano kościół św. Vlaha oraz Pałac Książęcy). W XIX w. Slano było ośrodkiem miejskim. Zabytkowy kompleks uległ wielkim zniszczeniom podczas wojny domowej w latach 1991–1992, a szerszy obszar również mocno ucierpiał w wyniku trzęsienia ziemi w 1996 r.

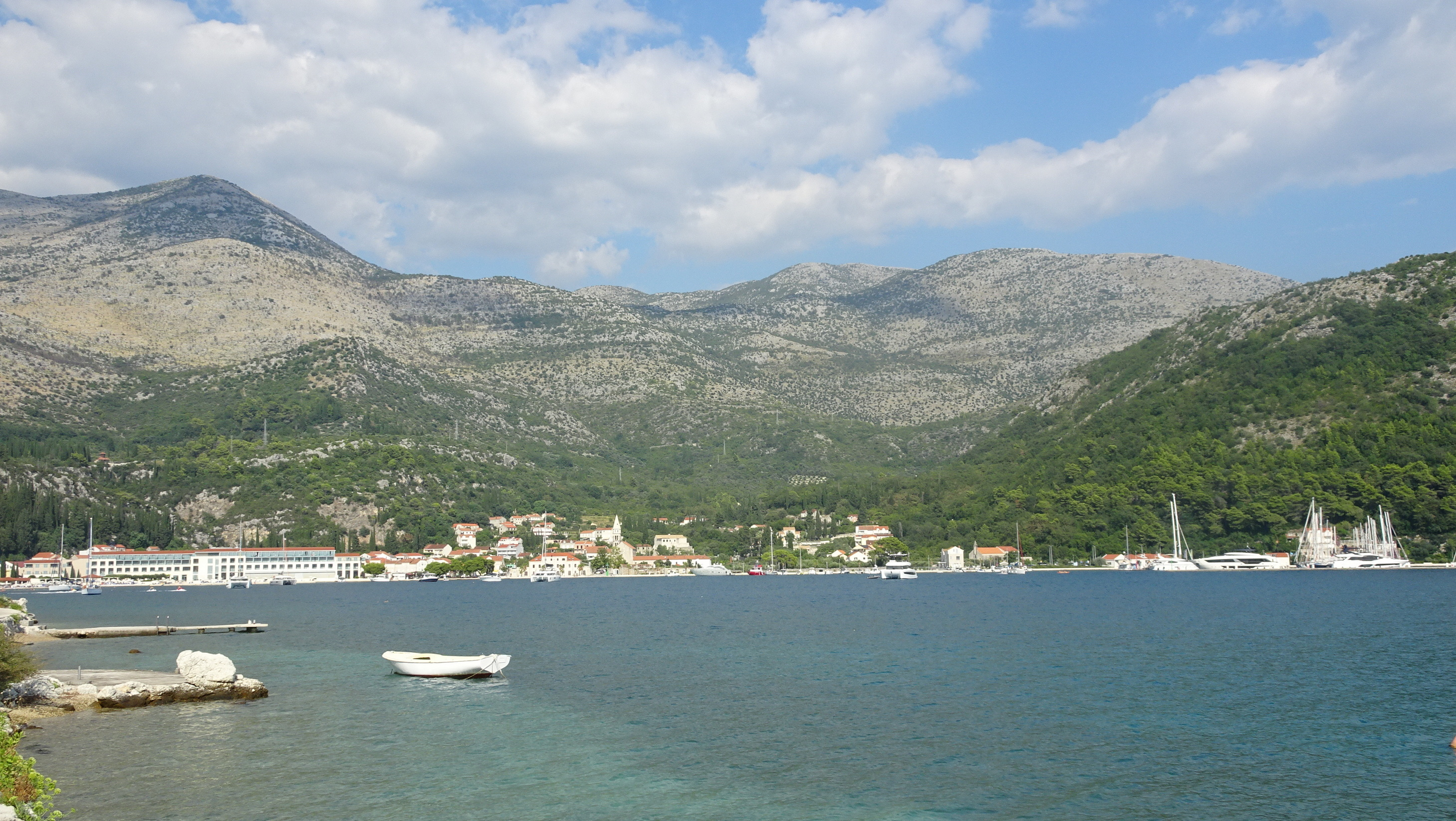
Slano, widok od strony zatoki.
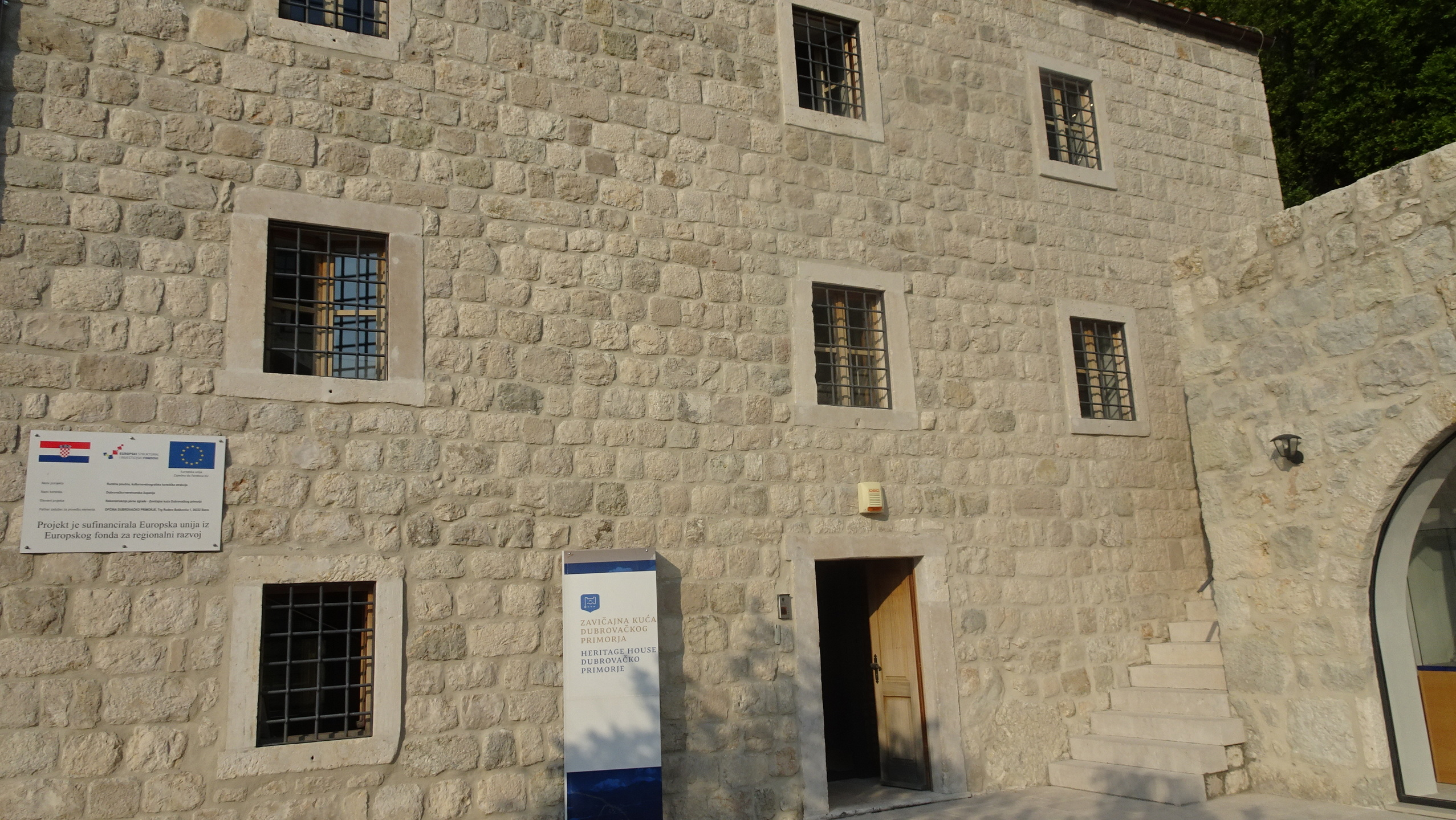
Muzeum dziedzictwa Zavičajna Kuća Dubrovačkog Primorja
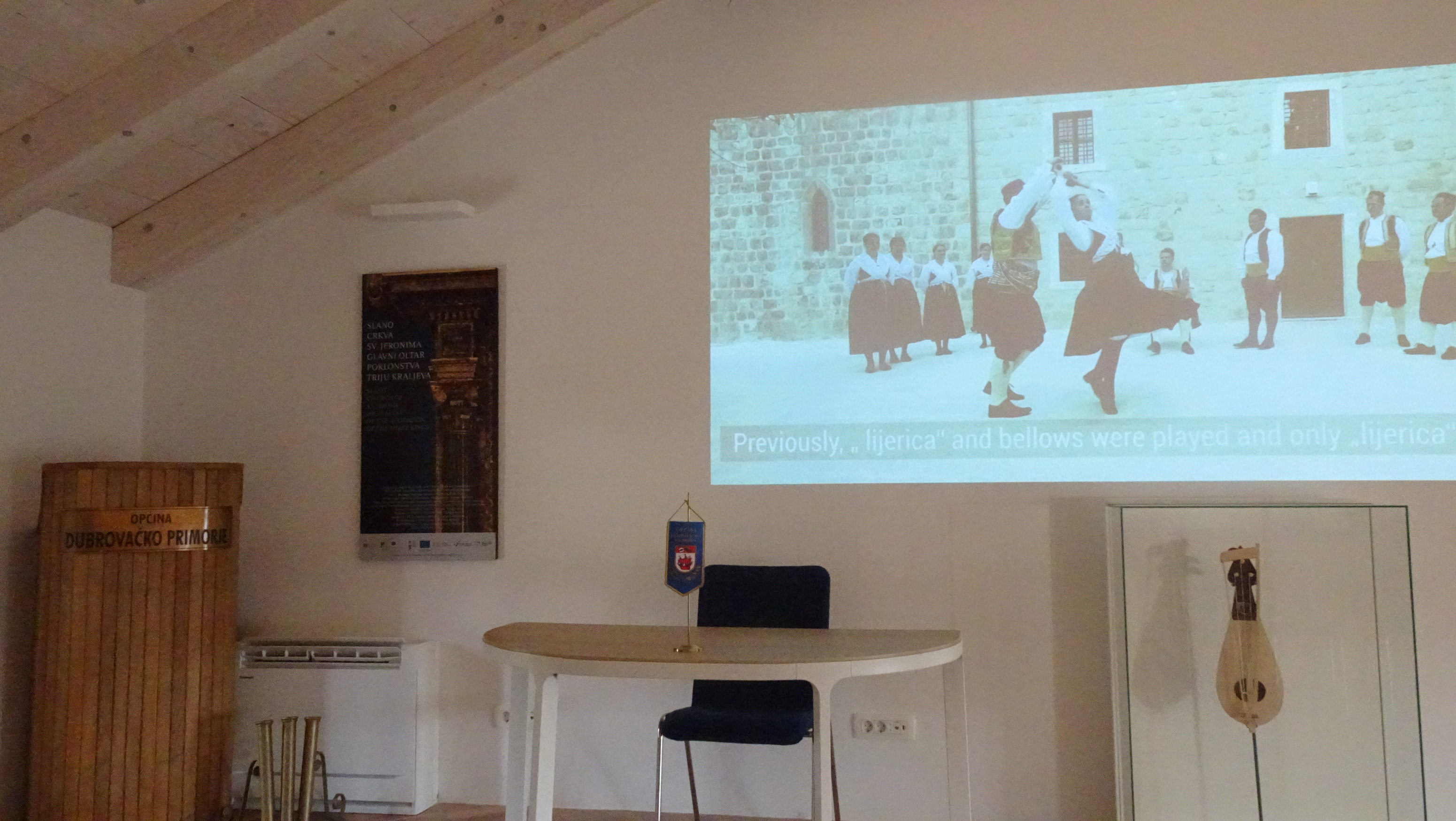
Muzeum dziedzictwa Zavičajna Kuća Dubrovačkog Primorja, we wnętrzu